# Rostbladbagge
Rostbladbagge, Chrysolina staphylaea, är en skalbaggsart som först beskrevs av Carl von Linné 1758. Rostbladbagge ingår i släktet Chrysolina och familjen bladbaggar. Arten har livskraftiga, LC, populationer i både Sverige och Finland. Catalogue of life listar inga andra underarter utöver nominatformen Chrysolina staphylaea staphylaea (Linnaeus, 1758).

## Bildgalleri

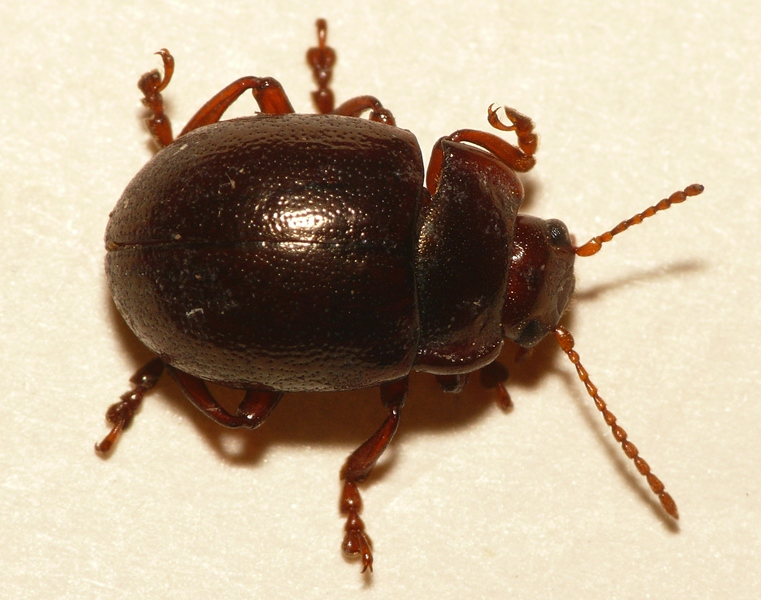